# シェスリッツ
シェスリッツ (ドイツ語: Scheßlitz) は、ドイツ連邦共和国バイエルン州オーバーフランケン行政管区のバンベルク郡に属する郡所属市で、フレンキシェ・シュヴァイツの斜面、アウトバーンA70沿いのバンベルクとバイロイトの中間に位置する。

## 地理
シェスリッツは以下の丘陵に周囲を囲まれている。
| - シュタムベルク (559m) - ギーヒブルク (530m) - ギューゲル (515m) - クルム (553m) - ハイデンシュタイン (577m) - ラーベンシュタイン (572m) | - ヴュルガウアー・ヘーエ (518m) - ライスベルク (554m) - ローター・シュタイン (518m) - ヴァッテンドルファー・ヘーエ (555m) - ヘーエ・メッツェ (577m) |

これらに囲まれた盆地地域には、ハイリゲンシュタット、ホルフェルト、ヴァイスマイン、バート・シュタッフェルシュタイン、ツァプフェンドルフからの街道が集まり、前史時代に入植がすすむ要因となった。

### 市の構成
本市は、公式には30の地区 (Ort) からなる。このうち孤立農場などを除く集落を以下に列記する。
| - ブルクエレルン - ブルクレーザウ - デンメルスドルフ - デルンヴァッサーロス - エールル - ギーヒブルク - ギューゲル - ケッテンスドルフ - キューベルシュタイン | - ルートヴァク - ノイドルフ・バイ・シェスリッツ - パウスドルフ - ポイレンドルフ - ピュンツェンドルフ - ロッシュラウプ - ロスダッハ - シェスリッツ - シュラッペンロイト | - シュヴァイスドルフ - シュタルケンシュヴィント - シュトラースギーヒ - シュテュービヒ - ヴァイヒェンヴァッサーロス - ヴィーゼンギーヒ - ヴィンディシュレッテン - ヴュルガウ - ツェッケンドルフ |

## 歴史
コールシュタットから出土した線帯文土器は、紀元前2500年頃のものだとされている。
この都市の歴史に関する具体的な知見は、805年のCodex Eberhardiで初めて言及されている。800年頃、伯爵ベルンハルトとその妻ラトビルクが、現在のシェスリッツ市にあたる地域をフルダ修道院に遺贈したというものである。市は、この記録に基づき、2005年に1200年祭を祝った。
1059年に行われたバンベルクの教会会議の記録に記された署名は、シェスリッツ教区がこの時代に存在した確かな証拠であるとされている。
この町が、その重要さを認められたのは、1178年に伯爵家となったアンデクス＝メラニエン家の活動によってである。1230年、アンデクス＝メラニエン伯オットー8世は、シェスリッツに都市権を与えた。これによりシェスリッツはバンベルク郡でもっとも古い「市」となった。
シェスリッツ市は、バンベルク司教本部領の上級代官所のアムトであり、1803年の帝国代表者会議主要決議により、バイエルン領となった。

### ガイドブックからの引用
1912年にディートリヒ・アメンデが書いたバンベルクと周辺地域のガイドブックには、シェスリッツは以下のように書かれている。
『元々スラブ人の居住地であったシェスリッツは、805年にその名が歴史に記され、1062年にはすでに“Oppidum”（「小都市」を意味する）と呼ばれた。現在、この絵に描いたような町は、すばらしいレストランを備え、またバンベルク、ニュルンベルク、コーブルクを望む展望台の町としても人気である。見所は、ゴシック様式のホール式教会である教区教会で、1360年、1569年、1570年といった興味深い墓石が建つ。1780年に建設された施療教会は1739-74年に建設された弱者救済施設を持つが、そのペディメント（切り妻屋根の三角形の壁面）にバンベルクの彫刻家ゴルヴィッツによるすばらしいレリーフが遺されている。1612年の木彫を有するディリヒシェ・ハウス、戦争記念碑などである。墓地には、バンベルクのマルティン教会から移された1450年作の聖ユグフラウのすばらしい石像が置かれている。』
Dr. Dietrich Amende: „Bamberg und das Frankenland“. Bamberg o. J. (um 1912)より

### 市町村合併
バイエルン州の自治体再編時に周辺の多くの町村がシェスリッツに合併し、これによりシェスリッツは、バンベルク郡で最も広い自治体となっている。
- 1972年5月1日: ブルクエレルン、デルンヴァッサーロス、パウスドルフ、ロシュラウプ
- 1978年5月1日: シュテュービヒ、ヴァイヒェンヴァッサーロス、キューベルシュタイン、ルートヴィヒ、ノイドルフ

### 人口推移
1993年12月31日 6,916人、1997年12月31日 7,034人、2004年12月31日 7,174人、2005年3月31日 7,394人。

## 行政

### 市長
シェスリッツ市の第一市長は、2014年からローラント・カウパーが務めている。

### 紋章
シェスリッツ市の紋章の意匠は、以下の通り。下半分は、胸壁のある銀の石壁。その上部は、金地と銀地で左右に二分される。左側は、銀の斜め帯に、赤い爪、赤い舌を見せる黒い獅子。右側は赤い釣り針。
獅子は、バンベルク司教領を示す。分割線は16世紀頃から現れる。釣り針は、バンベルク司教ラムプレヒト・フォン・ブルンの家門である。壁は、市の防衛施設。

## 文化と見所

### 建造物

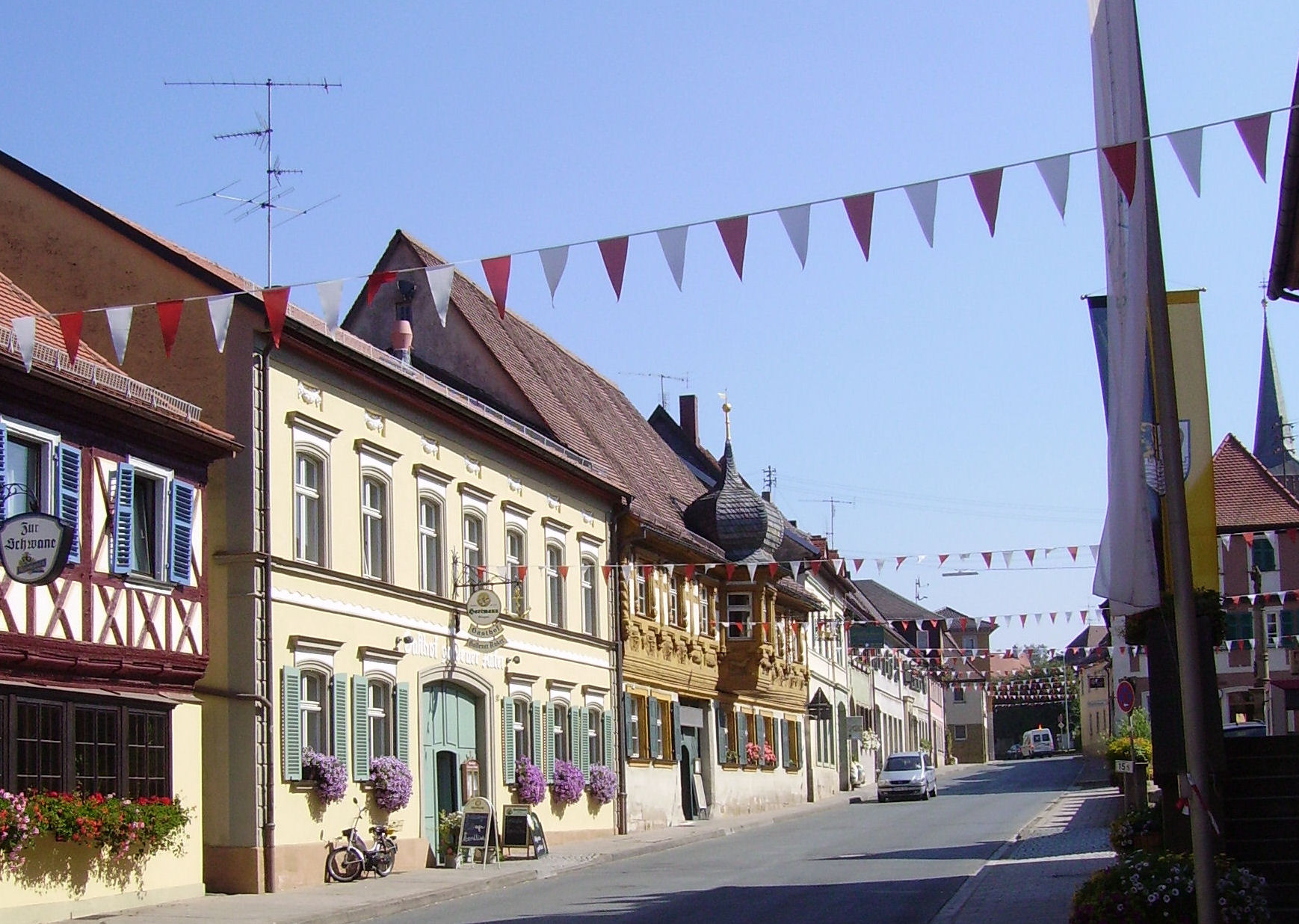
メインストリートの町並み。左から3軒目、擬宝珠型の屋根が乗った出窓のある建物がかつての醸造業者のツンフトハウス

- メインストリート沿いに市民の家が並ぶ歴史的町並み。18世紀から19世紀に形成された町並みである。
- 少し離れた山の上にあるギーヒブルク城
- ギーヒブルクの近く、森の豊かな山にあるギューゲル巡礼教会
- かつてのビール醸造業者のツンフトハウス。彫刻が施された木造建築で、大きな出窓を持つ。現在はディリヒハウスという名のカフェになっている。建物はツァイル・アム・マインのイェルク・ホフマンによる1692年の建築で、1847年にディリヒ家の所有となった。
- バロック建築のエリーザベーテン・ホスピタル。ヨハン・ヤーコプ・ミヒャエル・キュッヒェルが1766年-1767年に建造した建築で、F.M.ムートシェレによる立体的なファサードを持つ。この病院は、1395年にバンベルク司教ラムベルト・フォン・ブルンによって、貧民、病人、障害者の保護施設として組織された。
- カトリックの聖キリアン教区教会。支え柱で区切られた階段状の内陣を持つ。1400年に建設が始まり、15世紀に長堂の拡張がなされた際、墓地礼拝堂を、告解礼拝堂として取り込んだ。1571年に尖塔が建設された。教会の北面には17世紀にオリーブ山の場面が描かれた。内部の調度は18世紀に整えられた。本祭壇は1787年に古典様式で造られた。この教会の最も豪華な部分は、ロココ様式の装飾を持つ説教壇である。

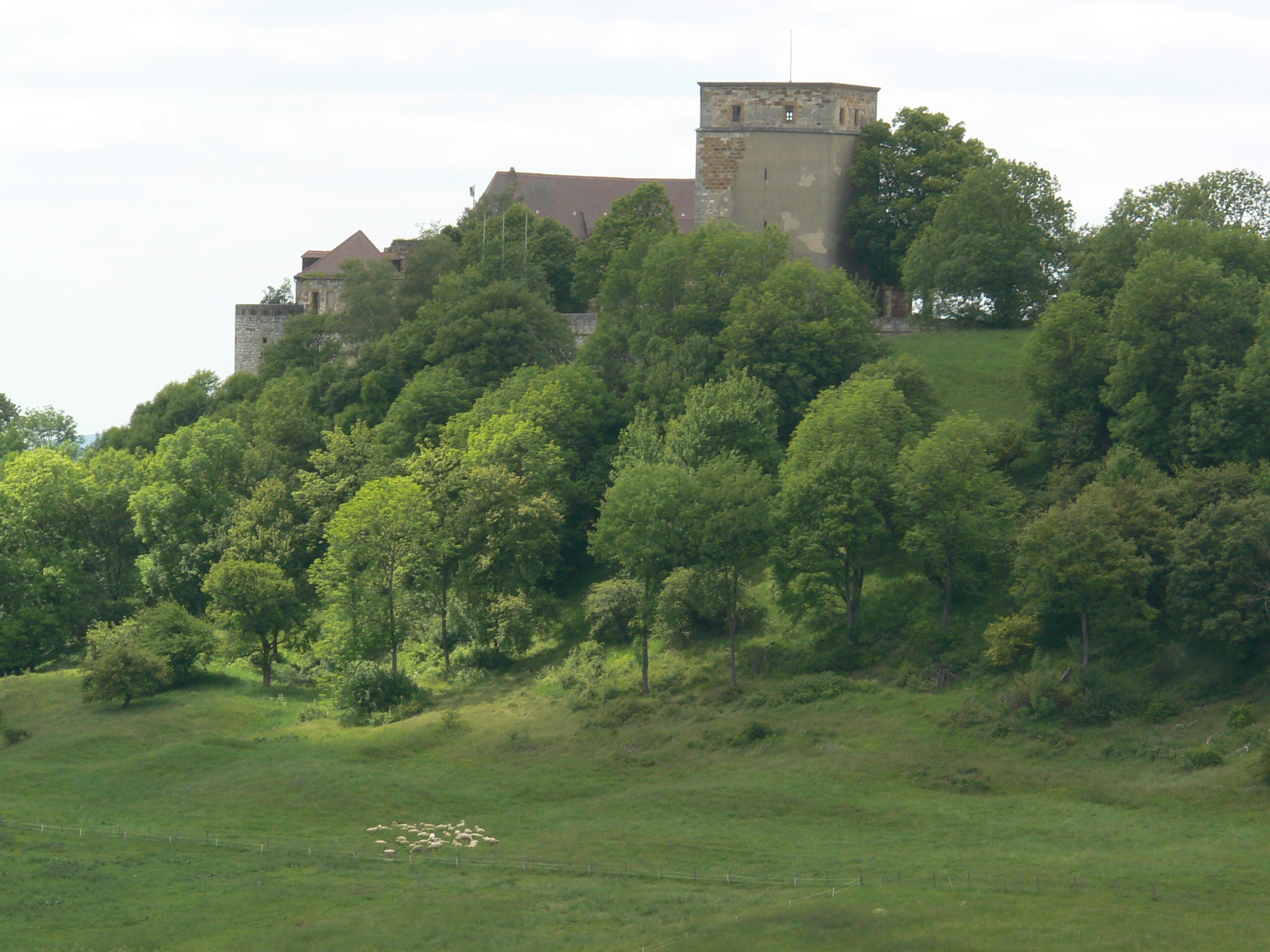
ギーヒブルク城
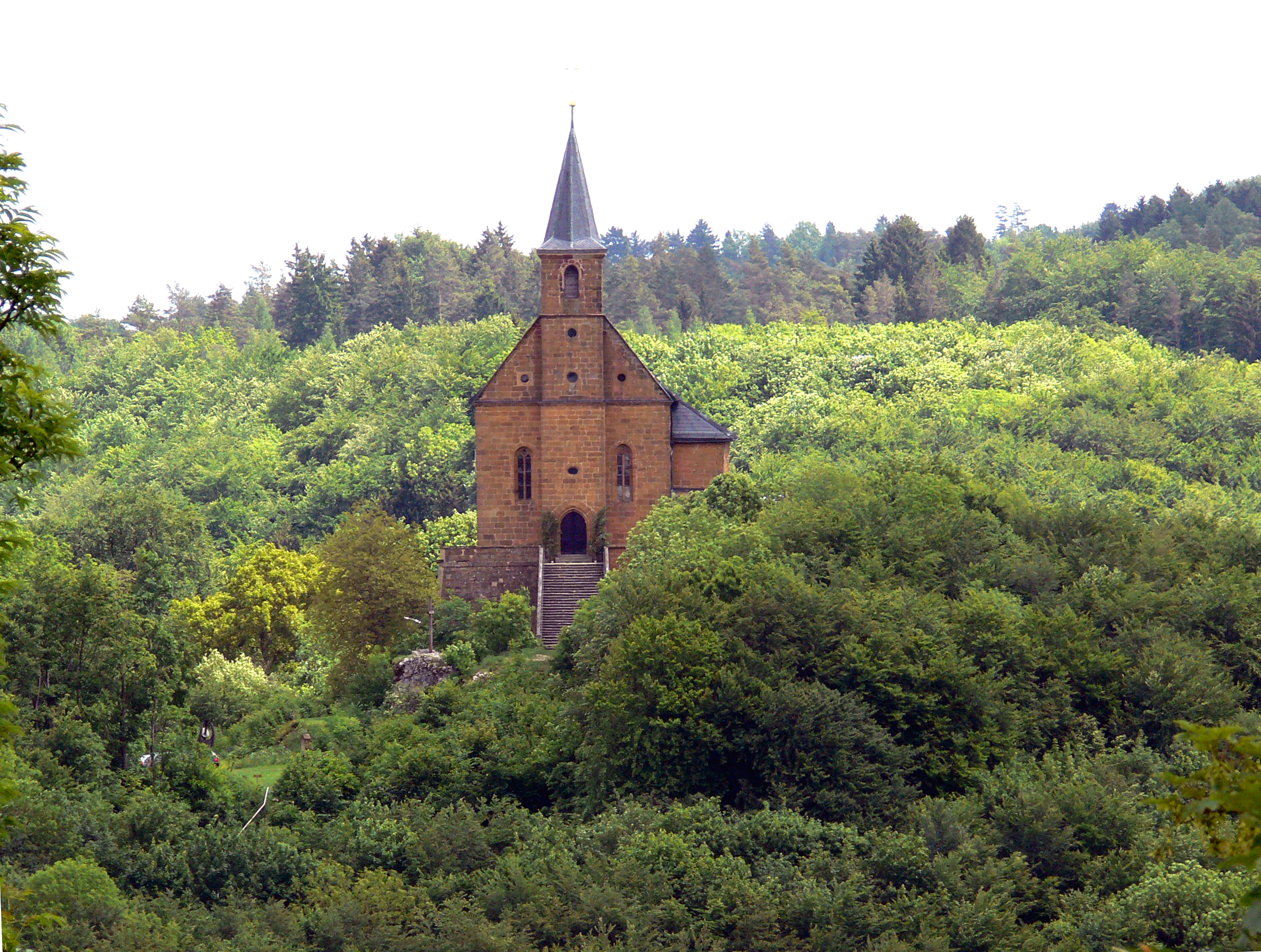
ギューゲルの教会
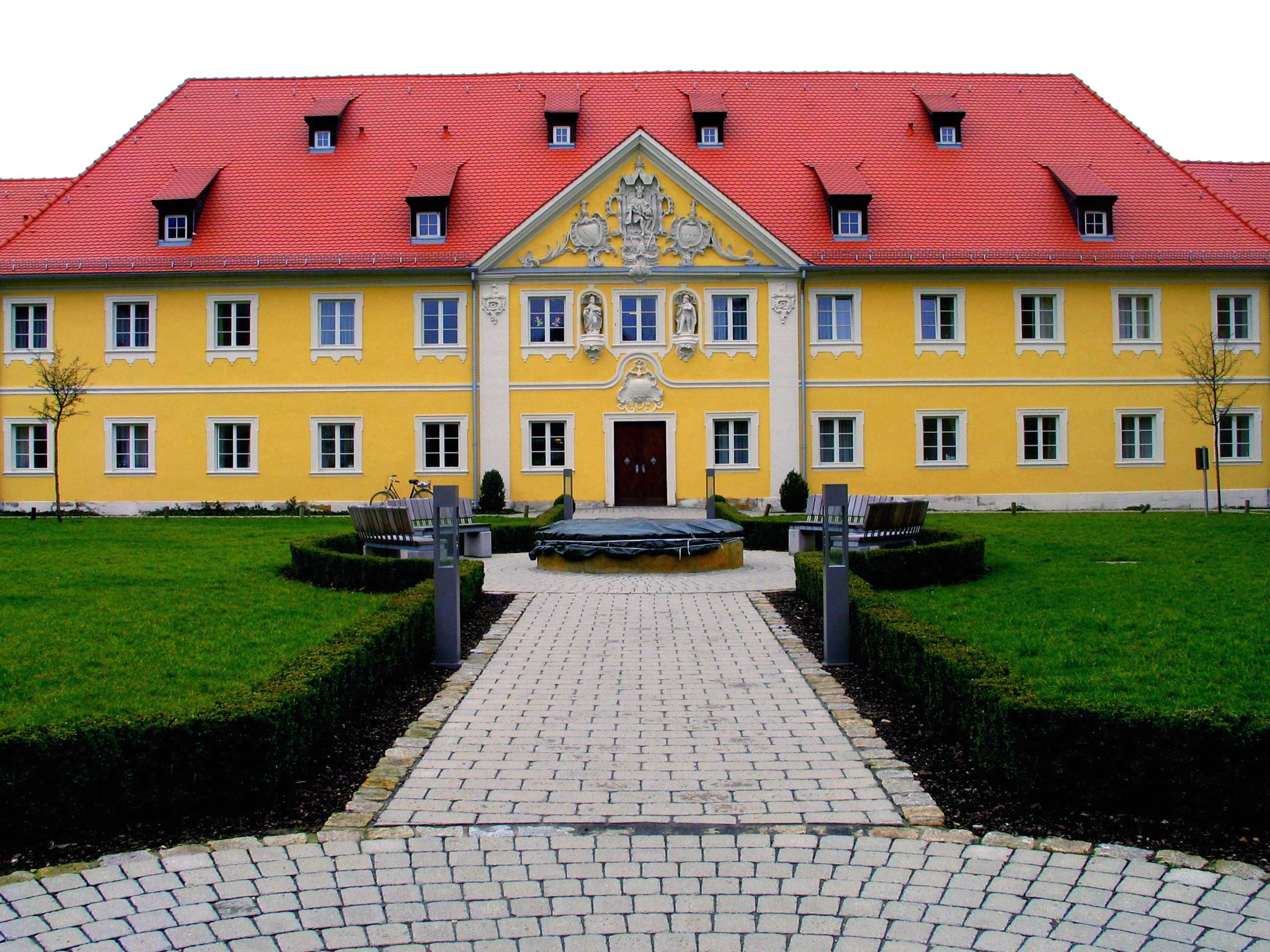
エリーザベーテン・ホスピタル
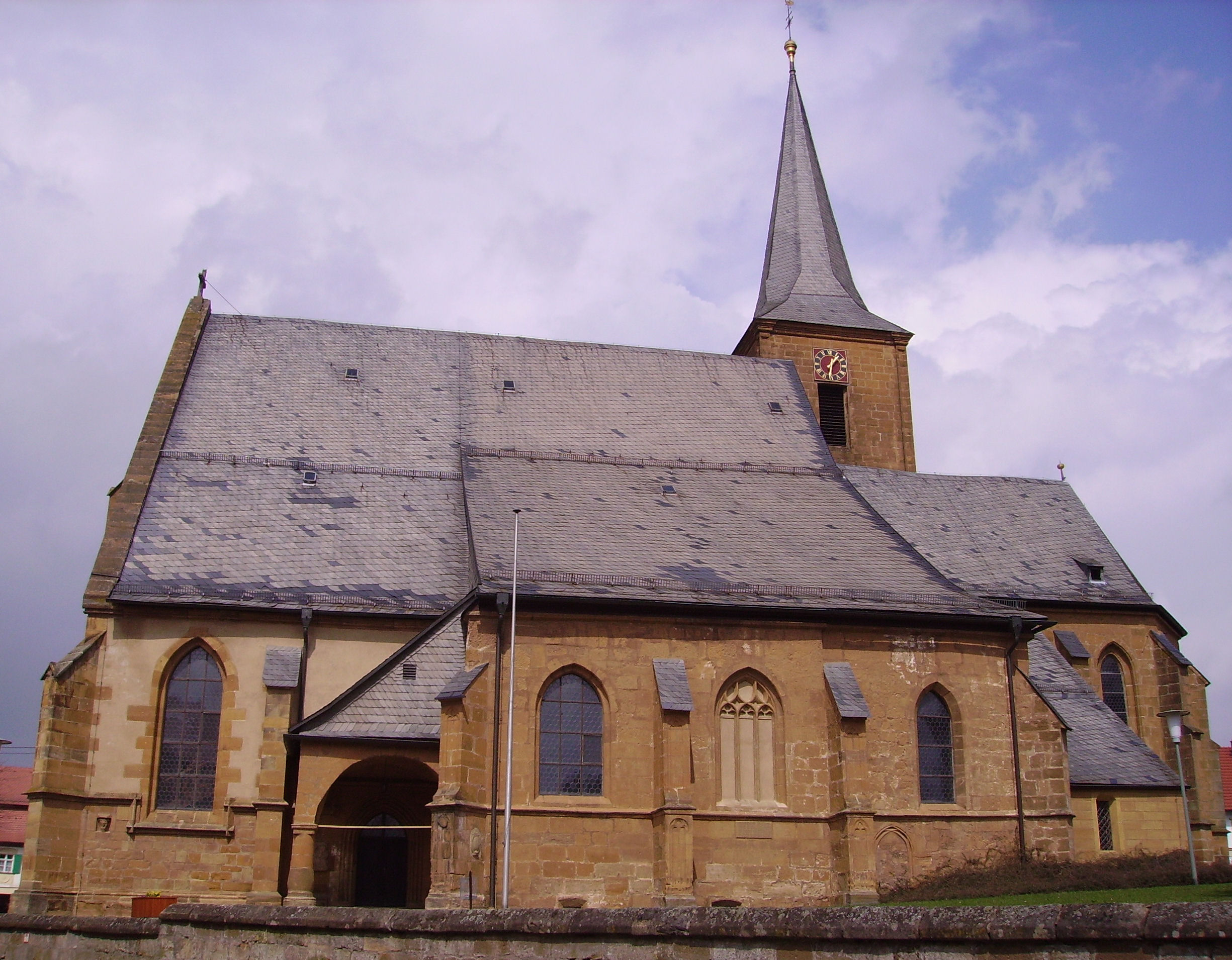
教区教会
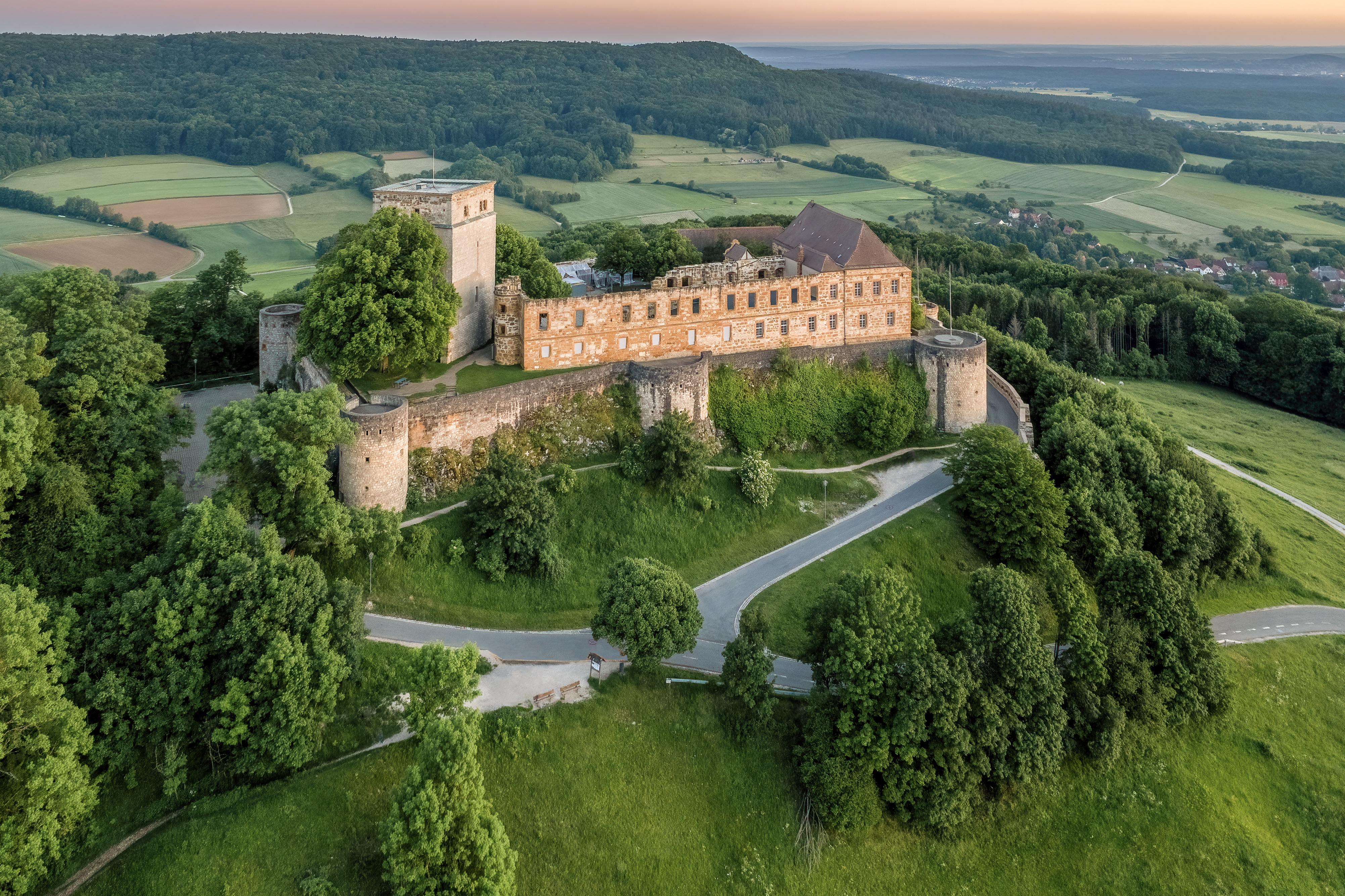
ガーチベルク（英語版）

## 経済と社会基盤
第二次世界大戦後、シェスリッツにある主な企業は、
- VDM (Vereinigte Deutsche Metallwerke): 金属加工
- Milchhof Albert: 乳製品

シェスリッツ市全体で、4つのビール醸造所がある。シェスリッツ地区にシュミット、ゼンガー、ドライ・クローネン醸造所、ケッテンスドルフ地区にホー醸造所がある。遅くとも2008年には、ドライ・クローネン醸造所がシェスリッツでビールを造り始めてから700年祭を迎える。1990年代まではシュテュービヒ地区でエレルタール醸造所も稼働していた。
シェスリッツ全体での職場数は約2,000人である。

### 交通
- シェスリッツは連邦道B22、かつての帝国道ロッテンドルフ - ヴァイデン線（ヴュルツブルク近郊のロッテンドルフからオーバープファルツのシャムへ至る）、に面しており、またバンベルクとバイロイトを結ぶアウトバーンA70のインターチェンジもある。
- Schääzer Bockerlaと呼ばれたバンベルクへの鉄道路線は、1985年5月31日に廃止された。廃線跡の土手は大部分が自転車道として利用されるが、バンベルガー・クロイツ（アウトバーンA70/A73ジャンクション）の下になった部分もある。

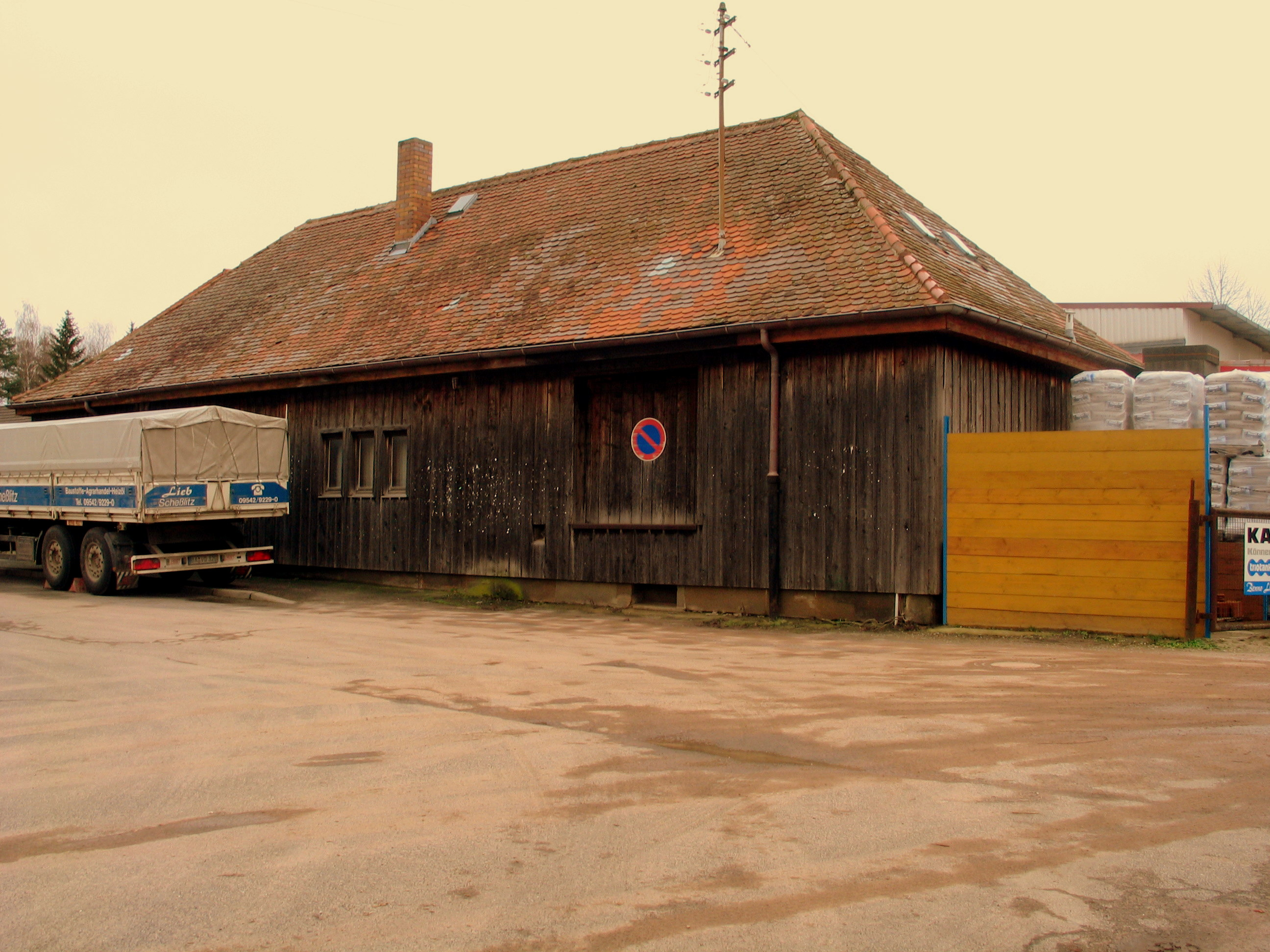
かつてのシェスリッツの駅舎

シェスリッツとホルフェルトの間を結ぶ鉄道路線の計画は、大がかりな下準備を経た後で、1906年に頓挫した。両自治体の政治的な思惑が計画失敗の理由であった。その理由は、高額な建設費（2百万マルク）ではなく、両自治体ともに利益の多い終着駅という状況を好んだ事による。
フレンキシェ・ジュラ山地を走る路線として討議された4つの別案がある。
- ヴュルガウ（シェスリッツ市内）を越えてケーニヒスフェルトへ（建設費 189万マルク）
- ブルクレーザウの渓谷を抜け、シュタインフェルト（シュターデルホーフェン）を越えてケーニヒスフェルトへ（212万5千マルク）
- メンメルスドルフから、リッツェンドルフ、ティーフェンエレルンを越えてケーニヒスフェルトへ（217万マルク）
- グンデルスハイムから、メルケンドルフ（リッツェンドルフ）、ヘルツォーゲンロイト（ハイリゲンシュタット・イン・オーバーフランケン）を越えてケーニヒスフェルトへ（277万マルク）

シェスリッツからヴュルガウ方面への路線では、ジュラ山地のシュラッペンロイター山へ至る。ブルクレーザウの渓谷を通る鉄道はグレーフェンホイスリングからシュタインフェルトへ向かい、最終的にはヴィーゼント川およびアウフゼス川沿いにホルフェルトに到達できる。
1918年にジュラ鉄道建設への動きが再開したが、1920年には悪化する経済状態に直面した帝国交通省は、当分の間新しい鉄道路線工事を中止すると決めた。1930年、バンベルクからシェスリッツ、ホルフェルトを経由してバイロイトへ至る郵便バス路線（郵政省が経営する路線バス）がついに開通した。

## 人物

### 出身者
- マルクス・フォイルナー: 1.FSVマインツ05所属のサッカー選手

## 引用
1. ↑  https://www.statistikdaten.bayern.de/genesis/online?operation=result&code=12411-003r&leerzeilen=false&language=de Genesis-Online-Datenbank des Bayerischen Landesamtes für Statistik Tabelle 12411-003r Fortschreibung des Bevölkerungsstandes: Gemeinden, Stichtag (Einwohnerzahlen auf Grundlage des Zensus 2011)
2. ↑  Bayerische Landesbibliothek Online